# بلال حبشی
بِلال بن رَباح معروف به بِلال حبشی در بین سال‌های ۵۷۸ تا ۵۸۲ میلادی در مکّه متولّد شد. او برده امیة بن خلف بود و پس از این که اسلام آورد امیّه او را به شکنجه و آزار گرفت. گفته شده او را به‌دست کودکان سپردند و آنها او را در درّه‌های مکه می‌گرداندند و او پیوسته می‌گفت: احد! احد! (خدای یکتا، خدای یکتا) او در سال ۶۲۲ میلادی، به مدینه هجرت کرد و از آن پس در تمام جنگ‌ها در سپاه اسلام می‌جنگید. او در جنگ بدر، ارباب سابقش امیّه پسر خلف را کشت. بلال هم چنین در جنگ احد، خندق، بنی مصطلق و تبوک حضور داشت.
وی که به عنوان مؤذن اسلام شناخته می‌شد، پس از درگذشت محمد، اذان نگفت و شهر مدینه را ترک کرد. با ترک مدینه، وی به شام رفته و تا پایان عمر در همان‌جا ماند. از سرگذشت وی پیش از اسلام آوردن اطلاعات دقیقی در دست نیست و پس از مرگ محمد نیز در برخی از فتوحات خلفا شرکت داشته‌است. به وی دو همسر و یک فرزند منسوب است. منابع شیعه و سنی از وی نقل روایت داشته‌اند و با موضوع وی نیز، روایات بسیاری وجود دارد. در بسیاری از این روایات، از جایگاه اخروی بالایی برای او، سخن به میان آمده‌است.

## نام و نسب
نام وی را منابع، بلال حبشی گزارش کرده‌اند. به گزارش دانشنامه بزرگ اسلامی، برخی منابع نام پدرش را ریاح یاد کرده‌اند. وی را از زادگان بنی جمح دانسته‌اند و مادرش را زنی به نام حمامه و از کنیزان همین قبیله یاد کرده‌اند. آن دسته از منابعی که نام پدر بلال را ریاح گزارش کرده‌اند، وی را اسیری از حبشه دانسته‌اند. وی در برخی منابع به بلال بن حمامه نیز خوانده شده‌است. ابوعبدالله، ابوعبدالکریم و ابوعمر از جمله کنیه‌های منسوب به بلال است. باقر قربانی در دانشنامه جهان اسلام، وی را منسوب به یکی از دو قبیله سراة یا بنی جمح می‌داند و نسبت‌های او را حبشی، قرشی و تمیمی گزارش کرده‌است.

## سرگذشت

### تولد و سال‌های اولیه زندگی
از آنجا که وی را همسن ابوبکر گزارش کرده‌اند، باید در سال سوم عام الفیل به دنیا آمده باشد. برخی محل تولدش را یمن و برخی دیگر مکه ذکر کرده‌اند. وی مدتی از بردگان امیه بن خلف بود.

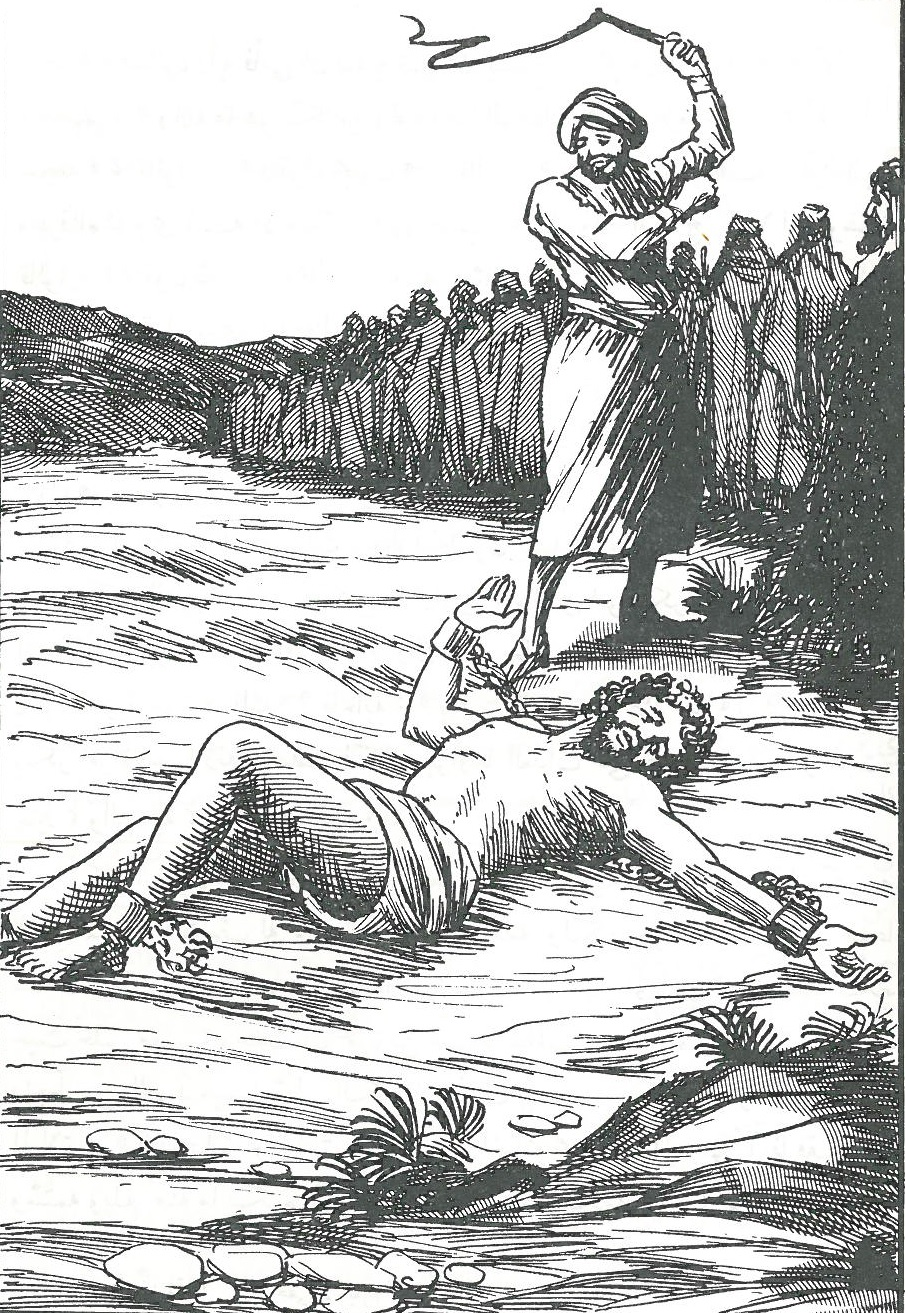
شکنجه شدن بلال توسط امیه بن خلف پس از ایمان آوردن به اسلام

### اسلام آوردن
بلال حبشی از اولین مسلمانان مکه بود. گفته شده که بلال هنگام چرانیدن گوسفندان عبدالله بن جدعان در اطراف مکه با محمد آشنا می‌شود. محمد از وی درخواست می‌کند که از سهم شیر گوسفندان خود به ایشان شیر دهد و بلال آن را اهداء می‌کند. سپس محمد از وی می‌خواهد اسلام بیاورد و او نیز می‌پذیرد. سپس محمد از وی می‌خواهد تا اسلام خود را مخفی سازد. بلال غلام امیه بن خلف -از سران قریش و دشمنان سرسخت اسلام- بود. وقتی بلال مسلمان شد، امیه غلام تازه مسلمان خود را در ملأ عام شکنجه می‌داد. وی را با بدن برهنه در ریگ‌های داغ می‌خوابانید و سنگ بسیار بزرگی را بر روی سینه او می‌نهاد و می‌گفت دست از تو برنمی‌دارم تا اینکه به همین حال جان بسپاری یا از اعتقاد به خدای محمد برگردی و لات و عزی را پرستش کنی. او تنها جوابی که می‌شنید احد احد بود یعنی خدا یکی است. این ادعا که بلال اولین غلام گرونده به اسلام بوده‌است، با وجود اسلام آوردن زید بن حارثه پیش از وی، محل تردید است.

### آزادی از بردگی
بنابر آنچه طبری، ابن اسحاق و ابن سعد؛ گزارش کرده‌اند، بلال آزاد شده به دست ابوبکر بوده‌است. با این وجود، برخی منابع آزاد شدن بلال به دست ابوبکر را از جهت تاریخی غیرقابل قبول دانسته‌اند. قربانی در دانشنامه جهان اسلام، پس از گزارشی از میزان تنگدستی ابوبکر در عصر آغازین اسلام، به گزارشاتی در خصوص آزاد شدن بلال به دست محمد اشاره می‌کند. وی از ابوجعفر اسکافی، استاد ابن ابی الحدید، از واقدی، ابن اسحاق و دیگران نقل می‌کند که بلال را محمّد آزاد کرد. شیخ طوسی و ابن شهر آشوب نیز بلال را آزادشده محمّد معرفی کرده‌اند. ابن اثیر نقل کرده که محمد بن عبدالله به ابوبکر فرمود اگر چیزی داشتیم بلال را خریداری می‌کردیم و ابوبکر پیش عباس بن عبدالمطلب عموی محمد رفته و جریان را به او می‌گوید و عباس وی را از صاحبش که زنی از قبیله بنی جمح بوده خریداری نموده‌است. سرانجام امیه در جنگ بدر کشته می‌شود برخی از جمله ابن هشام و طبری نوشته‌اند که امیه و فرزندش با اشاره بلال به‌دست مسلمانان کشته می‌شوند و برخی از جمله ابن کثیر نوشته‌اند که امیه توسط خود بلال در جنگ بدر کشته می‌شود. پس از آزاد شدن بلال، گزارش‌های از سفر وی به شام در منابع منعکس شده‌است. همچنین وی پس از آزادی، به اصحاب محمد پیوست و خادم و کارپرداز محمد شد. به عقیده ابن اسحاق، شکنجه مادر بلال توسط مشرکان، دلیل بر اسلام آوردن مادر بلال بوده‌است. بنابر گزارش‌ها، مادر بلال نیز توسط ابوبکر خریداری و آزاد شد.

### هجرت به مدینه
هنگامی که مسلمانان برای رهایی از آزارهای قریش به دستور محمد تصمیم گرفتند به شهر مدینه مهاجرت کنند؛ بلال از نخستین کسانی بود که به مدینه مهاجرت کرد. وی در مدینه در خانه سعد بن خیثمه زندگی می‌کرد. هنگام ورود محمد به مدینه به استقبال وی رفت. در مدینه هنگامی که انصار با مهاجرین پیوند برادری می‌خواندند بلال پیوند برادری را با ابی رویحه عبدالله بن عبدالرحمن خثعمی خواند. به اعتقاد شیعیان بلال همچنین در روزهای آغازین هجرت محمد به مدینه برای ساخت مسجد فعال بود. وی در مدینه خزانه دار محمد بن عبدالله بود. او همچنین در تمام غزوات محمد شرکت داشت و پس از آن در فتح مکه، از همراهان محمد بود که همراه محمد وارد بر کعبه شد و در آنجا برای نخستین بار در تاریخ مکه، اذان گفت.

### سفر به شام
بعد از درگذشت محمد بن عبدالله و خلافت ابوبکر، بلال از بیعت با ابوبکر خودداری می‌کند و به نشانه اعتراض دیگر اذان نگفت. عمر به خاطر عدم بیعت با ابوبکر او را سرزنش می‌کند که آیا اینگونه پاداش ابوبکر را می‌دهی که تو را از بردگی آزاد کرد؟ بلال پاسخ می‌دهد اگر ابوبکر مرا به خاطر خدا آزاد ساخته‌است، مرا به خدا واگذار کند، ولی اگر از آزاد کردن من هدفی داشته آگاه باش که من همین هستم. من با کسی که محمد بن عبدالله او را خلیفه قرار نداده‌است، بیعت نمی‌کنم. عمر عصبانی می‌شود و به او می‌گوید مدینه را ترک کند، بلال نیز به شام می‌رود. با این وجود، برخی منابع از اصرار ابوبکر برای ماندن بلال در کنار خویش در مدینه یاد کرده‌اند. با این وجود وی پس از مرگ ابوبکر یا در هنگام آغاز خلافت ابوبکر، مدینه را به قصد شام ترک کرد. وی در دوران خلافت عمر، در فتوحات خلیفه شرکت داشت و در ماجرای فتح بیت‌المقدس، نسبت به رفتار فرماندهان جنگی به عمر بن خطاب شکایت برد.

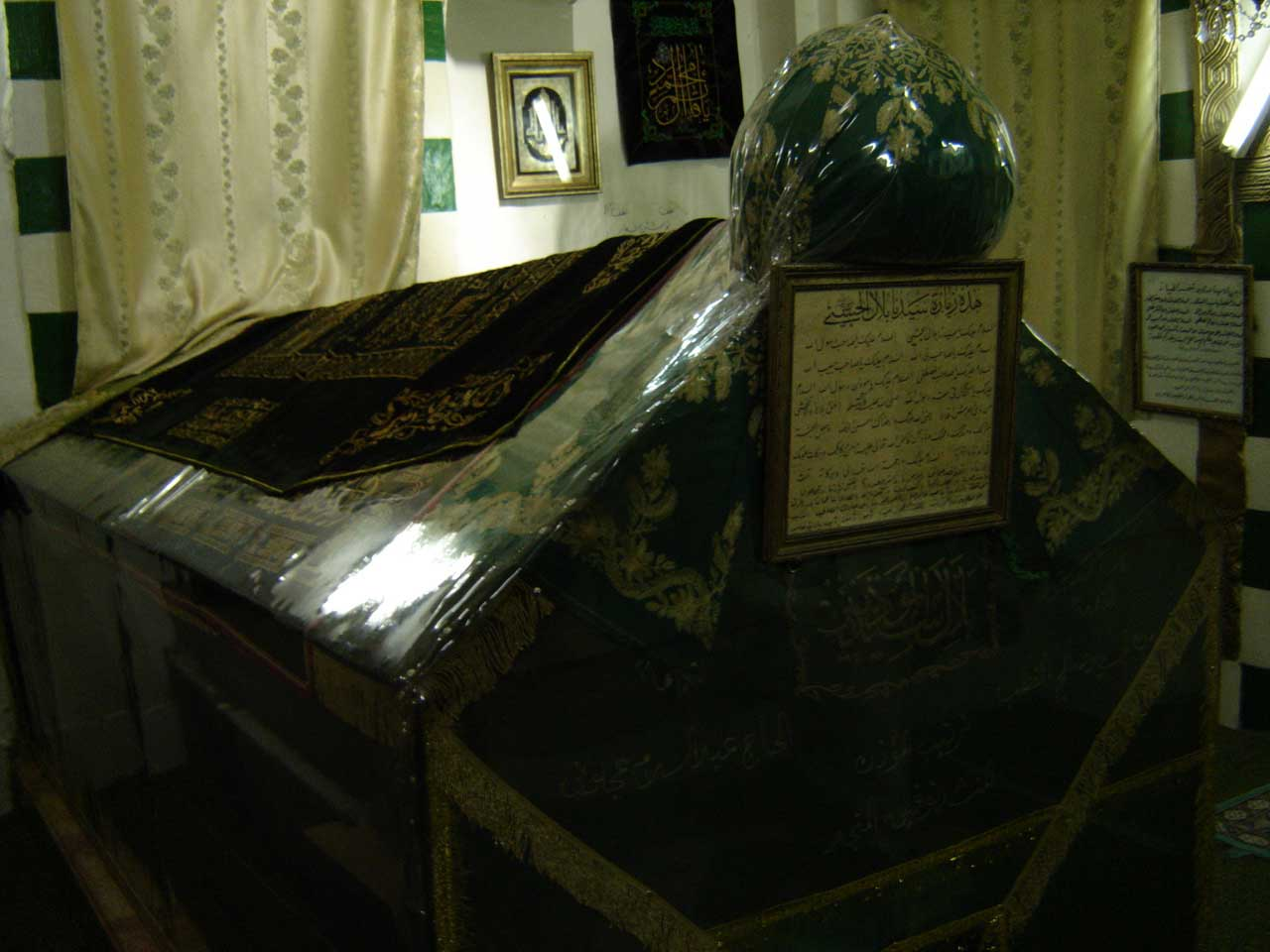
آرام‌گاه بلال حبشی

## درگذشت
در تاریخ و علت مرگ و همچنین محل دفن بلال، اختلافات بسیار است. بیشتر منابع تاریخی از جمله تاریخ طبری درگذشت بلال را سال ۲۰ قمری در دمشق ذکر کرده‌اند. برخی نیز سال ۱۸، ۲۰ و۲۱ ه‍.ق ذکر کرده‌اند. شیخ طوسی و ابن عساکر گفته‌اند وی در اثر ابتلا به طاعون درگذشته و در باب الصغیر دمشق مدفون است. گروهی بر این باورند که وی در داریا یا عوامس یا حلب دفن شده‌است. سن او را به هنگام درگذشت بیش از ۶۰ ذکر کرده‌اند که در پاره‌ای منابع ۶۳، ۶۴ و ۷۰ نیز ذکر شده‌است.

## همسر و فرزندان

### همسران
دربارهٔ ازدواج بلال گزارش‌های مختلفی ذکر شده‌است. بعضی گفته‌اند فرزندان ابی بکیر نزد محمد آمدند و درخواست نمودند که خواهرشان را به عقد شخصی در بیاورد. محمد به آنها فرمود نظر شما در مورد بلال چیست؟ آنها بار سوم مطلب خود را تکرار نمودند. محمد فرمود نظر شما در مورد بلال که یکی از مردان بهشت چیست؟ پس آنها خواهرشان را به عقد بلال درآوردند. در برخی از گزارش‌ها آمده‌است بلال زنی به نام جمانه زحاف اشجعی داشته اما او عاشق کسی بنام شهاب بوده‌است ولی پدرش او را به عقد بلال درمی‌آورد. در یکی از غزوات جمانه بر بلال حمله می‌کند و چند ضربه به او می‌زند تا کشته شود و سپس فرار کرده به خانه شهاب پناه می‌برد. بعد از مدتی شهاب و جمانه دستگیر و به مدینه می‌آورند و در آنجا هر دو مسلمان می‌شوند. محمد از بلال نظر خواهی می‌کند. بلال در پاسخ می‌گوید من عاشق این زن بودم و اکنون شهاب به اون سزاوارتر است. شهاب نیز در ازاء نیکی بلال دو کنیز به او می‌بخشد. بلال همچنین در شام با دختری بنام هند الخولاینه که اهل داریا نزدیک دمشق بوده ازدواج می‌کند. در نقل‌های تاریخی آمده بلال هنگام خواستگاری خود را اینگونه معرفی می‌کرده‌است:

من بلال و این مرد، برادرم، هر دو غلامانی از حبشه بودیم. گمراه بودیم که خداوند هدایتمان کرد. برده بودیم که خداوند کریم آزادمان کرد. اگر دخترانتان را به ما بدهید، الحمدلله و اگر ندهید، الله اکبر 

### فرزندان
بعضی از نویسندگان از جمله سخاوی گفته‌اند وی پسری به نام عمر داشت. همچنین در منابع تاریخی تا قرن‌های متمادی از نوادگان او نام برده‌اند، از جمله ابن کثیر در سال ۵۱۹ هجری قمری از مرگ هلال بن عبدالرحمان که از قاریان مشهور سمرقند بوده‌است، به عنوان یکی از نوه‌های بلال یاد کرده‌است. با این وجود برخی منابع وی را فاقد فرزند یاد کرده‌اند. با این وجود قربانی در دانشنامه جهان اسلام، وی را به نقل از ابن عساکر و ابن اثیر، بدون فرزند گزارش می‌کند.

## مؤذن اسلام

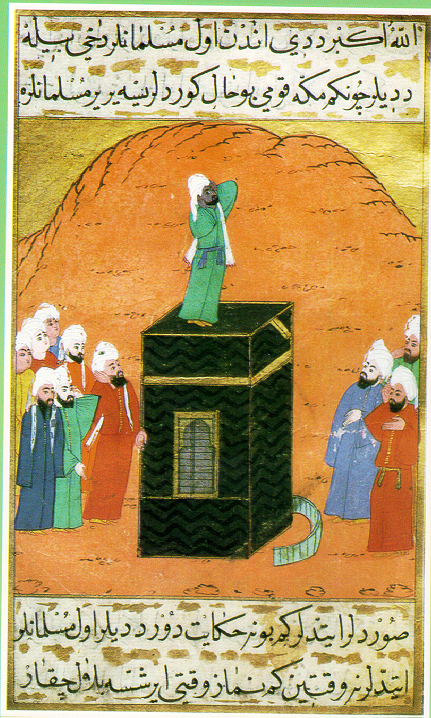
بلال اولین مؤذن اسلام است.

از بلال به عنوان اولین موذن اسلام یاد می‌شود؛ با این وجود وی تنها مؤذن اسلام نبوده‌است. محمّد او را مؤذن اسلام قرار داده بود. پس از فتح مکّه، بلال در بالای کعبه ایستاد و اذان گفت و در حالی که مشرکان به او سنگ می‌زدند به اذان گفتن ادامه می‌داد؛ و نقل شده که «شین» را «سین» می‌گفت، و در روایت اسلامی است که سین بلال نزد حقّ تعالی شین است. به اعتقاد شیعیان محمد سر در دامن علی بن ابی‌طالب داشته که جبرئیل بر وی نازل می‌شود و کیفیت اذان و اقامه را می‌گوید. سپس محمد از وی می‌خواهد که اذان را به بلال یاد دهد و علی بن ابی طالب اذان را به بلال یاد می‌دهد.
پس از درگذشت محمّد، بلال با سپاه اسامه بن زید به سوریه رفت و اسامه را در این جنگ یاری کرد. او پس از درگذشت پیامبر فقط یک بار با اصرار عمر اذان گفت که وقتی به نام محمد رسید گریه شدید او را از ادامهٔ اذان بازداشت. بنابر گزارش دانشنامه بزرگ اسلامی، وی پس از محمد دو یا سه بار اذان گفت که یکی از آنها به درخواست فاطمه زهرا بوده‌است، اما به خاطر بی تابی و گریه فاطمه سبب شد اذان را نیمه کاره رها کند. بار دوم زمانی بود که برای زیارت قبر محمد بن عبدالله به مدینه آمد و حسن بن علی و حسین بن علی از او درخواست کردند که اذان بگوید و او نیز پذیرفت. بار آخر زمانی که بود که عمر از مدینه به شام رفت و در منطقه جابیه به درخواست مسلمانان و به اصرار عمر اذان گفت و همگان به یاد دوران محمد بن عبدالله گریستند. بسیاری از منابع در علت ترک اذان بلال پس از محمد، به مسئله اشتغال به جهاد بلال اشاره می‌کنند.

## مشخصات ظاهری و اخلاقی
بلال حبشی از نظر جسمی لاغر اندام، بلند قامت، کمر کشیده و بسیار گندم‌گون (مایل به سیاهی) بود که صورتی ظریف داشت. موی بدنش بسیار و موی صورتش کم بود. وی را دارای اخلاقی نیکو برمی‌شمرند که صداقت و صراحت در قول داشته‌است.

## در آیات و روایات
به نقل مفسران در شان بلال چندین آیه قرآن نازل شده‌است، از جمله آیه ۶۹ سوره نساء، آیه ۵۲ سوره انعام، آیه ۱۰۷ سوره نحل، آیه ۲۸ سوره کهف، آیه ۱۱ و۱۲ سوره حجرات در شان بلال نازل شده‌است.
دربارهٔ بلال روایت‌هایی از شیعه و سنی نقل شده‌است. محمد بلال را از سابقان و پیشی گیرندگان اسلام معرفی کرده‌است. و در حدیثی دیگر او را سید مؤذنان خوانده‌است. در کتاب سنی مذهبی ابن عساکر به نقل از محمد آمده بهشت مشتاق سه نفر است علی و عمار و بلال. همچنین در حدیثی دیگر در کتاب ابن عساکر آمده سه نفر از سیاهان سادات اهل بهشت هستند: لقمان حکیم، نجاشی و بلال. محمد وی را سید و سرور حبشیان می‌خواند. بنابر گزارش ذهبی و سیوطی، محمد وی را پس از ماجرای اسراء به عنوان سبقت گیرنده در اسلام آوردن می‌ستاید و او را دارای جایگاهی رفیع در آخرت می‌داند. در کتاب صحیح مسلم آمده پیامبر در ماجرایی از ابوبکر خواست تا از بلال و دوستانش عذرخواهی کند. همچنین روزی ابوذر سیاهی بلال را مطرح کرد. محمد به او گفت هنوز اندکی از کبر جاهلیت در تو وجود دارد؟ ابوذر صورت خود را بر خاک گذارد و به بلال گفت سر از خاک برنمی‌دارم تا پای خود را بر صورتم بگذاری. علی بن ابیطالب بلال را از مسبوقین در اسلام دانسته و اخلاص و تهذیب نفس او را ستوده‌است. علی بن حسین نیز در مدح بلال مطالبی بیان کرده‌است. جعفر الصادق بلال را عبد صالح و دوستدار اهل بیت معرفی کرده‌است.

## جایگاه علمی و اجتماعی
از بلال ۴۴ حدیث نقل شده‌است. در کتب اهل سنت مثل صحیحین و سنن ابن داوود به نقل از جابربن عبدالله، ابوبکر، عمر براء ابن عازب، عبدالرحمان بن ابی لیلی و عبدالله بن رواحه از وی حدیث نقل کرده‌اند. در منابع شیعی نیز آمده کسانی چون هشام بن حکم از وی حدیث نقل کرده‌اند. به وی اشعاری نیز منسوب است. از وی روایتی طولانی در فضیلت اذان به نقل از پیامبر اسلام گزارش شده‌است.
در مدینه، وی به همراه ابورویحه خثعمی، عقد اخوت داده شد. با این وجود برخی وی را برادر ابوذر غفاری یا عبیدة بن حارث دانسته‌اند که درست به نظر نمی‌رسد. صوفیان نیز وی را از جمله اهل صفه و از صوفیان راستین و اولیه به‌شمار می‌آورند. وی نزد امامان شیعه و اصحاب آنان از جایگاه بالایی برخوردار است. در دوران شکنجه، وی مورد شفقت ورقة بن نوفل قرار گرفت و عمار یاسر در خصوص تلاش‌های او برای اسلام، اشعاری را سرود. بر اساس روایتی از محمد، بهشت مشتاق سه تن است؛ علی، عمار و بلال.

## در هنر و ادبیات
هنگامی که بلال بر بالای کعبه شروع به اذان گفتن کرد بعضی کنایه انداختن که آیا کسی بهتر از وجود نداشت؟ در بعضی نقل‌ها آمده که بلال حی را هی و شین را سین ادا می‌کرده‌است. و در احادیث آمده سین بلال نزد ما شین هست. مولوی در همین باره این اتفاق شعری سروده‌است:
| آن بلال صدق در بانگ نماز      |  | حیّ را هَی خواند از روی نیاز   |
| تا بگفتند ای پیامبر نیست راست |  | این خطا اکنون که آغاز بناست  |
| ای نبیّ و ای رسول کردگار       |  | یک مؤذن کو بود افصح بیار     |
| عیب باشد اول دین و صلاح       |  | لحن خواندن لفظ حی علی الفلاح |
| خشم پیغمبر بجوشید و بگفت      |  | یک دو رمزی از عنایات نهفت    |
| کای خسان نزد خدا هیّ بلال      |  | بهتر از صد حیّ حیّ و قیل و قال |
| گر حدیثت کژ بود معنیت راست    |  | این کژی لفظ مقبول خداست      |
| ور بود معنی کج و لفظت نکو     |  | آن‌چنان معنی نیرزد یک تِسو     |
| بهر این فرمود با موسی خدا     |  | وقت حاجت خواستن اندر دعا     |
| کای کلیم‌الله ز من می‌جو پناه   |  | با دهانی که نکردی تو گناه    |
| گفت موسی: من ندارم آن دهان    |  | گفت ما را از دهانِ غیر خوان   |

## فیلم‌شناسی
- بلال: نژاد جدید قهرمان
- محمد رسول‌الله (فیلم ۱۹۷۶)
- بانوی بهشت

## پی‌نوشت‌ها
1. 1 2 3 4 5 6 7 8 9 10 11 12 13 14  «بلال حبشی | دائرةالمعارف بزرگ اسلامی | مرکز دائرةالمعارف بزرگ اسلامی». www.cgie.org.ir. دریافت‌شده در ۲۰۲۱-۰۳-۰۹.
2. 1 2 3 4 5  زرّین /;، باقر قربانی. «دانشنامه جهان اسلام بنیاد دائرة المعارف اسلامی». دانشنامه جهان اسلام بنیاد دائرة المعارف اسلامی (به Persian). بایگانی‌شده از اصلی در ۱۲ نوامبر ۲۰۱۹. دریافت‌شده در ۲۰۲۱-۰۳-۱۲.
3. ↑  أحسن التقاسیم فی معرفة الأقالیم، نویسنده: محمد بن احمد مقدسی، صفحه 88.
4. ↑  کتاب البدایة و النهایة، نویسنده: اسماعیل بن عمر ابن‌کثیر، ناشر دارالفکر، جلد5، صفحه 333.
5. ↑  تاریخ مدینة دمشق، نویسنده: ابن عساکر، جلد10 صفحه436.
6. ↑  سیره ابن هشام، جلد 1، صفحه 318.
7. 1 2 3 4 5 6 7 8  زرّین /;، باقر قربانی. «دانشنامه جهان اسلام بنیاد دائرة المعارف اسلامی». دانشنامه جهان اسلام بنیاد دائرة المعارف اسلامی (به Persian). بایگانی‌شده از اصلی در ۱۲ نوامبر ۲۰۱۹. دریافت‌شده در ۲۰۲۱-۰۳-۱۲.
8. ↑  دلائل النبوه، احمدبن حسین بیهقی، انتشارات دار الکتب العلمیة بیروت، جلد2، صفحه 463.
9. ↑  انساب الاشراف، نویسنده: احمد بن یحیی بلاذری، ناشر مؤسسة الأعلمی للمطبوعات جلد1، صفحه212.
10. ↑  السیرة النبویه، نویسنده: ابن کثیر، جلد1، صفحه 318.
11. ↑  جواد محدثی. «بِلال حبشی، فریادگر توحید در عصر تاریک شرک». پایگاه اطلاع‌رسانی حوزه.
12. ↑  «بلال بن رباح». دانشنامه جهان اسلام.
13. ↑  «بِلال حبشی، فریادگر توحید در عصر تاریک شرک».
14. ↑  «بلال حبشی و مسئلهٔ خلافت».
15. ↑  صادق سجادی. «بلال حبشی». دائره المعارف بزرگ اسلامی.
16. 1 2  أعیان الشیعة نویسنده: السید محسن الأمین، جلد 3 صفحه 602.
17. ↑  مناقب آل ابی طالب، نویسنده: ابن شهر آشوب، جلد1 صفحه121.
18. 1 2  اسدالغالبه، نوشته عزالدین ابن اثیر، جلد1، صفحه 415.
19. ↑  «بلال حبشی». دائره المعارف بزرگ اسلامی.
20. ↑  منتهی الآمال، محدث قمی (م۱۳۵۹ هـ)، دلیل، قم، چاپ اول ۱۳۷۹ ش، ص۲۹۲
21. ↑  علی آل کاظمی. «اذان عبداللّه بن زید، افسانه یا واقعیت؟». پایگاه اطلاع‌رسانی حوزه.
22. ↑  Kamali، Hossein. Medieval Islamic Civilization p.109. Routledge.
23. ↑  جواد محدثی. «سلمان و بلال». مرکز تعلیمات اسلامی واشینگتن.
24. ↑  سیمای بلال حبشی، نویسنده محمد محمدی اشتهاردی، نشر علامه، صفحه34 ـ 36.
25. 1 2  «بلال بن ریاح». دانشنامه جهان سلام.
26. ↑  مختصر تاریخ دمشق، نوشته ابن منظور، جلد5، صفحه261.
27. ↑  ـ شرح نهج البلاغه، نوشته ابن ابی الحدید، جلد11، صفحه 198.
28. ↑  احادیث و قصص مثنوی، بدیع الزمان فروزانفر، صفحه 250 و 251.